# Mergus serrator
La serreta mediana (Mergus serrator), también denominada mergo copetón, pato serrucho y mergansa pechirroja, es una especie de ave anseriforme de la familia Anatidae propia de Eurasia y Norteamérica.

## Descripción

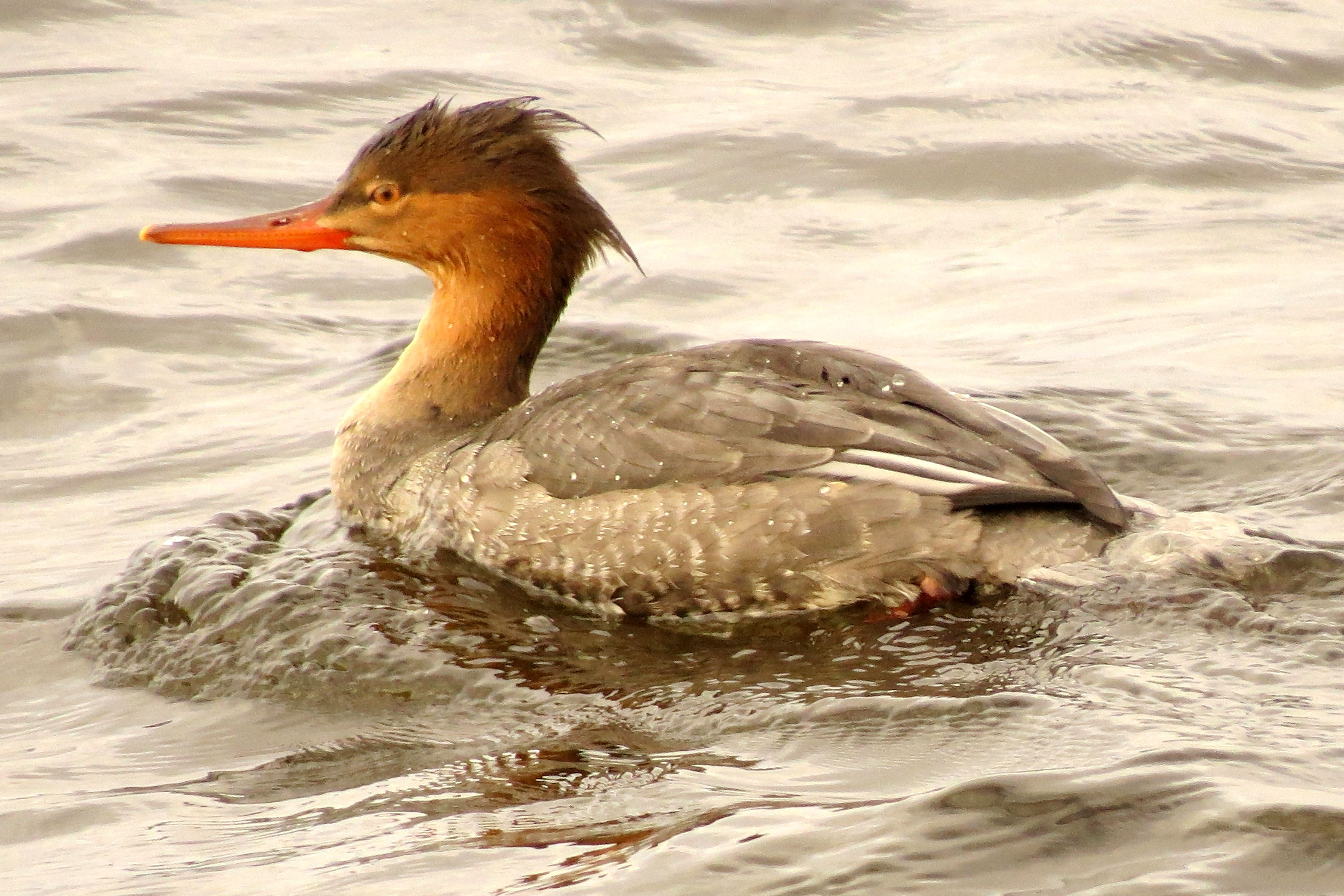
Hembra.

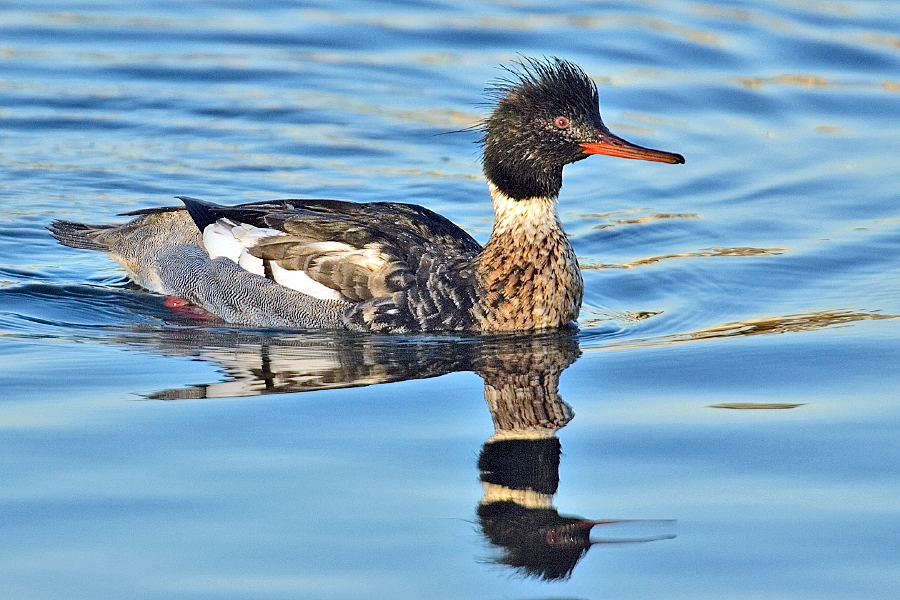
Macho.

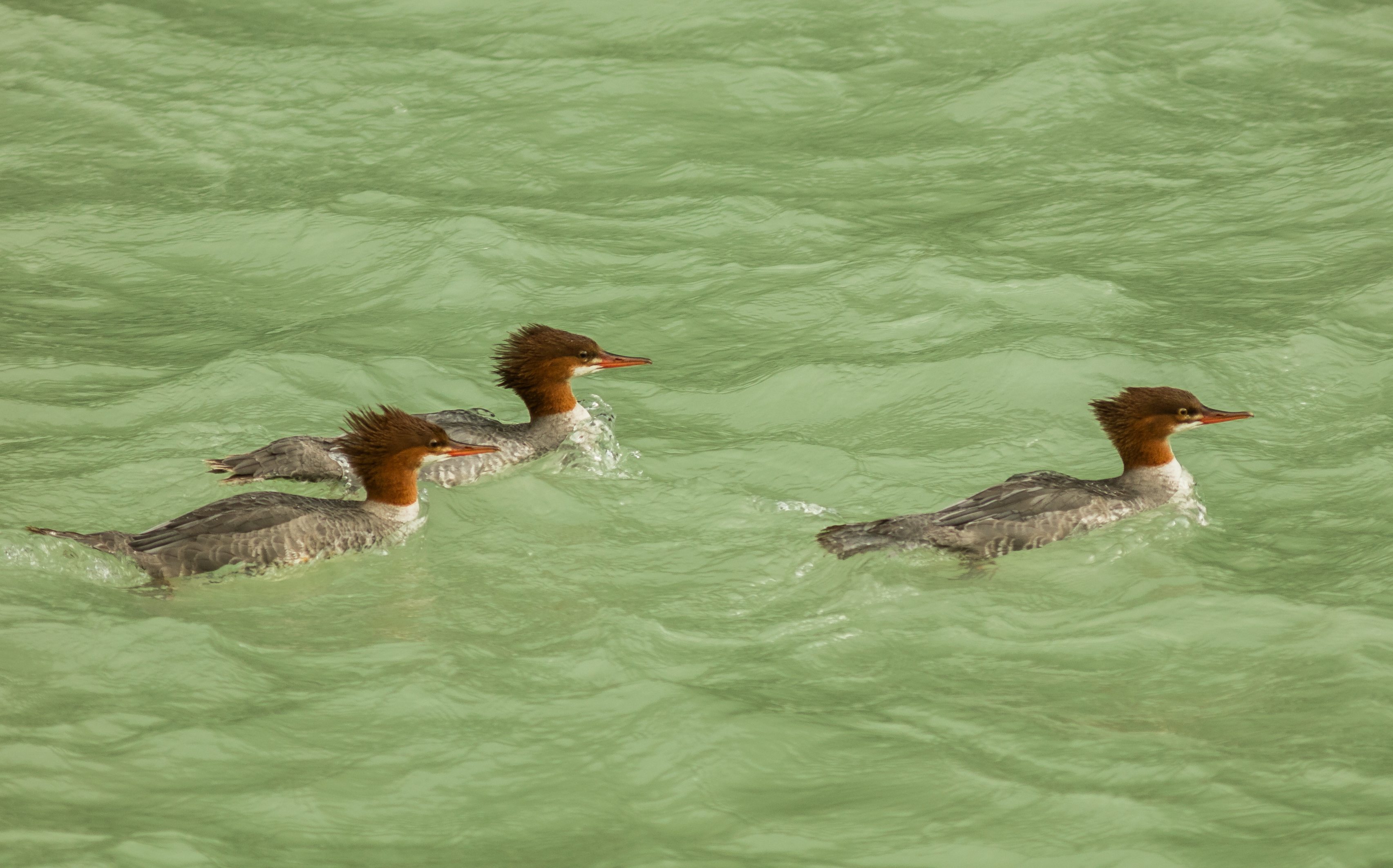
Grupo en el Parque Estatal de Recreo del Lago Chilkoot, Haines, Alaska (Estados Unidos).

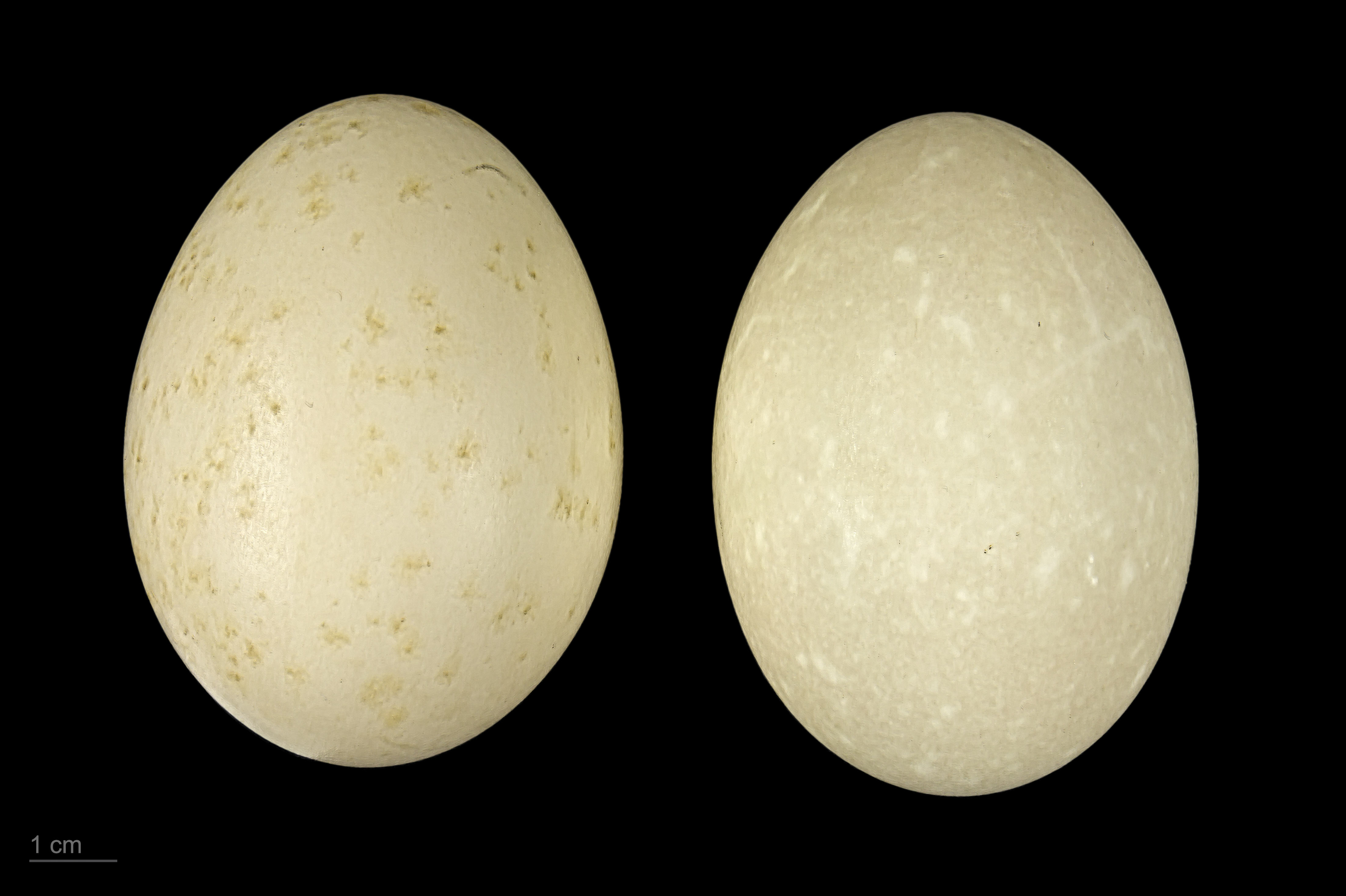
Mergus serrator - MHNT

Los adultos de serreta mediana miden de 52 a 58 cm de largo, con una envergadura alar de 67 a 82 cm. Tienen un copete de plumas puntiagudas y un pico largo y estrecho rojo, con los bordes aserrados. Los machos adultos tienen la cabeza negra con irisaciones verdes, el cuello blanco y la espalda negra; mientras que su pecho es castaño rojizo moteado, su vientre blanco y sus flancos grises. Sus alas son negruzcas en su mayor parte con las plumas secundarias blancas. Las hembras adultas tienen una cabeza y el cuello de color castaño rojizo y el resto del cuerpo grisáceo, salvo el vientre y las plumas secundarias de sus alas que son blancos. Los juveniles son similares a las hembras, pero tienen la mancha blanca de sus alas de menor tamaño.

## Taxonomía y etimología
La serreta mediana fue descrita científicamente por Carlos Linneo en 1758, en la décima edición de su obra Systema naturæ, con su nombre científico actual, Mergus serrator. A pesar de su amplia distribución es una especie monotípica, es decir, no se reconocen subespecies diferenciadas.
La etimología de su género, Mergus, procede del verbo latino mergere que significa «sumergirse». Su nombre específico, serrator, también procede del latín y significa «serrador», en referencia a la forma aserrada de su pico.

## Hábitat y distribución
Es un ave de distribución holártica, que cría en el norte de Eurasia y Norteamérica. Tras la época de cría migra al sur hacia las zonas costeras templadas del Atlántico y Pacífico de ambos continentes. Puntualmente también es invernante en Europa Central y Mediterráneo. En América baja hasta el sur de Florida, En Asia hasta el sur de China y en Europa llega hasta el norte de España y Grecia. En Islandia, las islas británicas, el sur de Escandinavia y las costas meridionales de Alaska está presente todo el año.

## Comportamiento
Son buceadores y comen peces pequeños principalmente, pero también insectos acuáticos, crustáceos y ranas.
Es un volador potente que en vuelo horizontal alcanzan los 129 km/h.